# Tadeusz Piech (bankowiec)
Tadeusz Adam Piech (ur. 12 maja 1895 w Posadzie Sanockiej, zm. ?) – polski specjalista w dziedzinie bankowości, porucznik rezerwy piechoty Wojska Polskiego.

## Życiorys
Tadeusz Adam Piech urodził się 12 maja 1895 w Posadzie Sanockiej. Był synem Aleksandra (1851–1932, brązownik, działacz społeczny i polityczny) i Józefy z domu Stupnickiej (1852–1934). Miał rodzeństwo: Mieczysława (1877–1891), Jadwigę (1881–1953, od 1900 żona Władysława Prus Ossowskiego), Aleksandrę (ur. 1884, nauczycielka szkolna w Sanoku, żona Mariana Szajny), Kazimierza (1893–1944, żołnierz, botanik).
W 1914 zdał egzamin dojrzałości w C. K. Gimnazjum Męskim w Sanoku (w jego klasie byli m.in. Wiktor Boczar, Mieczysław Jus, Aleksander Kolasiński, Stanisław Kosina, Stanisław Kurek, Franciszek Löwy, Edmund Słuszkiewicz). Był jednym z pierwszych członków ruchu skautowego w Sanoku, został członkiem tajnego „oddziału ćwiczebnego” im. Hetmana Stanisława Żółkiewskiego, założonego w listopadzie 1909 przez działaczy Organizacji Młodzieży Niepodległościowej „Zarzewie”, od 1911 działający jako jawna Drużyna Skautowa im. hetmana Stanisława Żółkiewskiego – Ex ossibus ultor (innymi harcerzami byli wówczas m.in. Jan Bratro, Władysław Brzozowski, Włodzimierz Mozołowski, Tadeusz i Klemens Remerowie, Władysław Zaleski, Mieczysław Krygowski). Został drużynowym I Drużyny Skautowej im. Stanisława Żółkiewskiego w Sanoku (jego poprzednikiem był m.in. Jan Bratro, a następcą Andrzej Kosina). Jako działacz skautowy w 1913 był w składzie polskiej delegacji skautowej na światowy zlot skautowy w angielskim Birmingham (wraz z nim był Władysław Zaleski). Po maturze miał podjąć studia na akademii górniczej.
U kresu I wojny światowej po przejęciu władzy w Sanoku przez Polaków 1 listopada 1918 w stopniu podporucznika objął funkcję kierownika magazynu mundurów i wyekwipowania w mieście. Po odzyskaniu przez Polskę niepodległości został przyjęty do Wojska Polskiego. Został awansowany do stopnia porucznika rezerwy w korpusie oficerów piechoty ze starszeństwem z dniem 1 czerwca 1919. W 1923 był przydzielony jako oficer rezerwowy do 3 pułku piechoty Legionów. W 1934 jako porucznik rezerwy administracji pozostawał wówczas w ewidencji Powiatowej Komendy Uzupełnień Łódź Miasto II.
Będąc słuchaczem akademii handlowej uchwałą Rady Miejskiej w Sanoku z 1923 został uznany przynależnym do gminy Sanok. Ukończył studia ekonomiczne. W okresie międzywojennym był dyrektorem PKO w Łodzi. Później był organizatorem bankowości i został dyrektorem oddziału Banku Polska Kasa Opieki SA w Tel Awiwie przy głównej ulicy miasta, Allenby 88. W tym czasie zyskał sobie popularność i zaufanie kolonii polskiej w Palestynie. Podczas II wojny światowej od 1940 do 1942 był delegatem Polskiego Czerwonego Krzyża na Palestynę. Po wojnie był organizatorem w utworzonym w 1948 państwie Izrael.
Jego żoną była Zofia z domu Biały (ur. 15 maja 1895 w Sanoku, zamieszkująca w Holon, zm. 23 grudnia 1983). Ich córką była Wanda, po mężu Iwanowska (ur. 14 lutego 1922 w Krakowie, zm. 3 lipca 1981 w Holon). Obie zostały pochowane na polskim cmentarzu w Jafie.